# And so on
And so on is een studioalbum van Circa. De band bestond toen uit het duo Billy Sherwood en Tony Kaye. Sherwood schreef alle nummers voor dit album. Na dit album verdween Circa tijdelijk uit zicht. De restanten gingen op in Yoso, maar ook die band viel in 2011 uiteen.

## Musici
- Billy Sherwood – alle muziekinstrumenten, zang
- Tony Kaye – toetsinstrumenten en hammondorgel
- Johnny Bruhns – gitaar op Cast away

## Muziek
| Nr. | Titel             | Duur  |
| --- | ----------------- | ----- |
| 1.  | And so on         | 9:07  |
| 2.  | Cast away         | 4:49  |
| 3.  | ‘Til we get there | 6:35  |
| 4.  | Notorious         | 5:37  |
| 5.  | Half way home     | 4:56  |
| 6.  | In my sky         | 3:30  |
| 7.  | True progress     | 7:42  |
| 8.  | Each to his own   | 4:40  |
| 9.  | Life’s offering   | 10:08 |